# Dědek (Útěk z vězení)
Dědek je osmá epizoda seriálu první řady Prison Break, kterou režíroval Jace Alexander a napsala Monica Macer. Hlavním děj se tentokrát odehrává kolem vězeňského veterána Charlese Westmorelanda, od kterého potřebuje hlavní protagonista Michael Scofield malou pomoc.

## Děj
Epizodu začíná útěkový tým, složený z Michaela, Fernanda Sucreho a Johna Abruzziho, na dvoru, kde jim Michael vysvětluje situaci. Svou celu přirovnává k New Yorku a ordinaci k Los Angeles, zatímco start jejich společné cesty je v St. Louis a cesta potrubím je Route 66. Městem St. Louis je zdánlivě opuštěná budova na kraji dvora, do které se vězni, nejspíš díky své účasti na pracovní terapii, včas dostanou. Ke konci konverzace přichází ještě T-Bag, který si stěžuje, že si připadá, jako by na něj zapomněli. Ředitele věznice Henryho Popa navštěvuje smutná manželka zesnulého dozorce Boba, které peníze ze státního fondu vůbec nezajímají. Hlavní dozorce Brad Bellick ji pak má doprovodit k východu, poté co si ho Pope odchytává a vzkazuje mu, že za každou cenu musí najít toho, kdo Boba zabil. Veronica Donovan a Nick Savrinn, kteří na případě pracují, se snaží do svého domu dostat jakési složky důkazů a spisů, s čímž jim pomáhá údržbář Lukasz. Když ale zatáhne za kliku jejich bytu, tak to vevnitř vybuchne.
Abruzzi poté dostává nápad nechat budovu shořet, že už se to prý jednou stalo a pak na tom tým pracovní terapie pracoval, zatímco skoro nikdy je nešel žádný dozorce zkontrolovat. O konverzaci opět přichází T-Bag, který už začíná Abruzziho podezřívat z toho, že ho vynechává, protože myslí, že brzy Pope přijde na to, že zabil Boba. Lincolna Burrowse opět navštěvuje jeho syn L.J., kterému jeho otec dává naději, že poprava nakonec neproběhne. Veroničin dům zatím jedou zkontrolovat agenti Paul Kellerman a Danny Hale, kteří, když vidí, že sanitka odváží mrtvé tělo, oznamují, že akce proběhla úspěšně. Ve vězení zatím Bellick rozjíždí prohledávací akci, která mu pomůže najít Bobova vraha, což bylo jeho hlavní prioritou. Sucre vidí jeho počínání a myslí, že když se Bellick dostane i k jejich cele, tak objeví díru za záchodem a s útěkem bude konec. 
Skupinka pracovní terapie se pak přesouvá k prvnímu průzkumu St. Louis. Do budovy nesou pár balíků ručníku, které uskladní v předsálí a pak se chystají vstoupit i do další místnosti. Tam ale naráží na pár dozorců a od dozorce Stolteho, který na ně míří brokovnicí, se dozvídají, že to není sklad, ale přestávková místnost dozorců. Po chvíli ale spatří Charlese Westmorelanda, jak se do budovy v pohodě dostává. Lincoln pak ostatní obeznamuje s tím, že přístup získal, jelikož je ve vězení už třicet let bez jediného přestupku. Michael se i tak chystá neoblomného veterána přesvědčit o útěku. Stále si myslí, že se v něm skrývá D. B. Cooper, jehož peníze také potřebuje k útěku. Poté, co Westmorelandovi vyloží celou teorii o tom, jak se D.B. Cooper dostal z uneseného letadla až do věznice Fox River, tak ji ale stařec vyvrátí tím, že byl tehdy někde jinde. (Což Michael zjevně zjistil, ale neuvědomil si to.) Westmoreland ale stále postrádá svou kočku Marilyn, o kterou přišel při výtržnostech, jelikož mu z cely utekla. Na tom tedy chce Michael postavit další strategii.
Veronica a Nick se zatím odjeli schovat někam do přírody a Nick navrhuje, aby tam také chvíli zůstali, že ví, kde je chata, kterou postavil jeho otec, když byl na útěku před zákony. Sucre pak Michaelovi radí, že když dá do kávovaru, který v místnosti dozorců je, latexové lepidlo, tak místnost začne ihned po zapnutí hořet. Michael ale ví, že bez Westmorelanda se tam nedostane, a tak jde najít jeho kočku, kterou nachází kdesi v potrubí. Pak ji přináší zkušenému vězni, který přesto odmítá zapálit místnost dozorců. Doktorka Sara Tancredi se Michaela při pravidelné dávce inzulinu ptá, jaktože byl v potrubí, když ví, že se tam pracovní terapie nekonala, ale Michael ji nechce nic říct a raději odchází. Lincolna poté navštěvuje novinářka Sue Parsons, která s ním chce udělat rozhovor a otisknout ho v novinách. Místo toho se mu ale snaží sebrat zbytek nadějí a vzkazuje mu, že když nezemře on, tak to bude jeho syn. Poté, za řvu znepokojeného Burrowse, odchází.
Poté u L.J.e doma zazvoní agent Hale, který říká, že je ze sociálky a potřebuje se ujistit, že L.J. žije ve správném prostředí. L.J.ovy rodiče se hned poté vrací domů a když se L.J. agenta ptá, jestli mu neukáže nějaký průkaz, tak Hale vytáhne pistoli. K L.J.ovi se zatím blíží jeho matka, kterou, poté co scénu vidí, Hale varuje, aby odložila mobil. Když na ní zamíří, L.J. po něm něco hodí, aby získali čas na útěk. Jeho matka se ale místo útěku schová za stůl, kde chce zavolat mobilem policii a kde ji Hale zabíjí. L.J.ovi se podařilo utéci ven z domu, ale ihned narazil na druhého agenta, Kellermana. Ten mu pohrozí zbraní, ale pak se za ním zjeví L.J.ův nevlastní otec, který ho praští baseballovou pálkou do zad a L.J. opět stačí utéci. Po útěku mu ale volá sám Kellerman, který se ho snaží přesvědčit, že mu nechce ublížit, že chce pouze spolupracovat, což mu ale L.J. nevěří a utíká dál. Agenti zatím nastrahují na pistole falešné otisky, což má z vraždy obvinit L.J.e. Ten má sice Kellermana vyfoceného na mobilu, ale na policii kvůli nastrčeným otiskům nemůže.
Ve vězení se Bellick podívá do Westmorelandovy cely, kde staříka prosí, aby mu řekl, kdo Boba zabil. Westmoreland mu říká, že není ten typ, který by na někoho něco řekl a že když to udělá, tak je s ním konec. Bellick mu tedy říká, že mu jeho pobyt ve vězení znepříjemní a T-Bag ho podezřívá, že brzo bude mluvit. Doktorku Saru Tancredi trápí, že ji Michael lhal, když ji zachraňoval, a tak si prochází jeho spis, jestli nenajde něco zajímavého. Ředitel Pope si na dvoře k sobě volá Lincolna, kterému oznamuje, že rodiče jeho syna byli zabiti a že jeho policie bere jako uprchlíka, jelikož byly na zbraních nalezeny jeho otisky. Westmoreland se zatím vrací ze sprchy a na své posteli nachází mrtvou Marilyn. T-Bag se chce dohodnout s Trokeym, aby on řekl, že zabil Boba, jelikož když zjistí, že to byl T-Bag, tak stráví celý život na samotce, ale když si budou myslet, že to byl pouze drogový překupník Trokey, tak trest nebude tak krutý. 
Westmoreland ví, že kočku zabil Bellick, a tak míří do místnosti dozorců, kde vytváří požár cigaretou, kterou kouří Bellick. Útěkový tým je zatím na pracovní terapii, když se Lincoln rozhodne, že uteče z vězení hlavní branou. Michael ho na poslední chvíli zastavuje a když je dozorce od sebe oddělí, tak si všichni všímají už jen požáru v místnosti dozorců. Scofield poté potkává Westmorelanda, kterému děkuje, ale starcova odpověď zní, že to neudělal pro něj. Když dozorci zjišťují, co se stalo, přichází k nim do shořelé budovy T-Bagův spoluvězeň, který jim říká, že Trokey zabil Boba. Bellick pak pod Trokeyho postelí nachází fotku Bobovy dcery a ostatní dozorci pak Trokeyho odvádí pryč. Skupina pracovní terapie potom s dozorcem kráčí ke shořelé budově, zatímco T-Bag přes plot vyhrožuje Abruzzimu, aby ho také do terapie zapsal, jinak bude zpívat. T-Bag se tedy do skupinky dostává a zatímco viceprezidentka Caroline Reynolds přesvědčuje své dva agenty o tom, že svou práci dělají pro svou zem, útěkový tým začíná kopat díru přímo v místnosti dozorců.